# کمیسیونر رهگیری ارتباطات
کمیسر رهگیری ارتباطات یک مقام رسمی نظارتی در بریتانیا است که کار آن بر پایه بخش ۵۷ لایحه مقررات قدرت‌های بازرسی ۲۰۰۰ تعریف شده و پیش از آن بر پایه بخش ۸ لایجه رهگیری ارتباطات ۱۹۸۵ کار می‌کرد.
کمیسر رهگیری ارتباطات از عملکرد سازمان‌های دولتی بر پایه مسئولیت‌های خود در رابطه با شنود ارتباطات الکترونیکی، اطمینان حاصل می‌کند. همچنین نقش دفتر وزیر کشور بریتانیا، برای صدور مجوزهای رهگیری را بررسی می‌کند.
این مقام در سال ۲۰۱۵ (میلادی) حذف شد و در سال ۲۰۱۶ (میلادی)، کمیسر قدرت‌های بازرسی به جای آن نشست.